# Císařovna Wang (Wan-li)
Císařovna Wang (čínsky v českém přepisu Wang chuang-chou, pchin-jinem Wáng huáng hòu, znaky zjednodušené 陈皇后, tradiční 王皇后; 1565–1620), zkrácené posmrtné jméno císařovna Siao-tuan-sien (čínsky v českém přepisu Siao-tuan-sien chuang-chou, pchin-jinem Xiàoduānxiǎn huáng hòu, znaky 孝端顯皇后), vlastním jménem Wang Si-ťie (čínsky pchin-jinem Wáng Xǐjiě, znaky 王喜姐), byla v letech 1578–1620 mingská císařovna, manželka Wan-liho, císaře čínské říše Ming.

## Život
Roku 1572 zemřel Lung-čching, císař čínské říše Ming. Na trůn po něm nastoupil jeho mladý syn Wan-li, narozený roku 1563. Začátkem roku 1577 císařovna vdova Čchen (vdova po Lung-čchingovi) a císařovna vdova Li (jedna z vedlejších manželek Lung-čchinga a matka Wan-liho) zorganizovaly výběr manželky pro mladého panovníka. Vybrána byla dvanáctiletá Wang Si-ťie, která se narodila v Pekingu, její otec Wang Wej (王偉) pocházel z Jü-jao v provincii Če-ťiang.
Začátkem roku 1578 se Wang Si-ťie provdala za Wan-liho a byla prohlášena za císařovnu. Její otec poté získal vysoké místo v gardě ve vyšívaných uniformách, roku 1579 byl navíc jmenován hrabětem (po) z Jung-nien. Aristokratické tituly nebyly (od doby Ťia-ťinga) udělovány dědičně, jako projev mimořádné přízně však po smrti Wang Weje hraběcí titul obdržel i jeho syn Wang Tung a po něm i jeho děti.
Neměla syna, pouze jedinou dceru, princeznu Žung-čchang (榮昌公主), vlastním jménem Ču Süan-jing (朱軒媖, 1582–1647). Císař svou císařovnu neměl rád a zanedbával ji, věnoval se místo ní své dlouholeté oblíbenkyni paní Čeng. Císařovna byla obezřelá a chytrá, získala podporu císařovny-matky Li, na veřejnosti se císařovna chovala důstojně a ctila císařovnu-matku; ve sporu o jmenování následníka trůnu společně s císařovnou-matkou podporovala Wan-liho nejstaršího syna, budoucího císaře Tchaj-čchanga, proti synovi paní Čeng Ču Čchang-sünovi. Uvnitř císařského paláce byla obávána pro svou přísnost, když neváhala podrobovat své služebnice a eunuchy krutým trestům, více než sto jich nechala zbičovat až k smrti, další skončili ve vězení.
Zemřela v dubnu 1620, o několik měsíců dříve než Wan-li. Pohřbena byla spolu s ním v hrobce Ding-ling v areálu mingských císařských hrobek u Pekingu. Roku 1956 čínští archeologové otevřeli a prozkoumali hrobku Ding-ling. Nalezené památky, například její císařská koruna, jsou vystavovány v Čínském národním muzeu v Pekingu.